# Mikulovice (okres Pardubice)
Obec Mikulovice se nachází v okrese Pardubice, kraj Pardubický. Žije zde přibližně 1 300 obyvatel.

## Části obce
- Mikulovice
- Blato

## Historie
První písemná zmínka pochází z roku 1384, kdy je vesnice zmiňována v listinách pardubického panství. Místní část Blato je prvně zmiňována již o dva roky dříve, a sice v souvislosti s existencí tvrze a panského dvora.

## Pamětihodnosti
- Kostel svatého Václava
- Zvonička snad z 18. století na návsi v Blatě
- Pomník obětem 1. světové války v zahradě školy
- Pamětní deska odbojáře Adolfa Švadlenky ve Švadlenkově ulici
- Pozorovatelna Civilní obrany

## Galerie

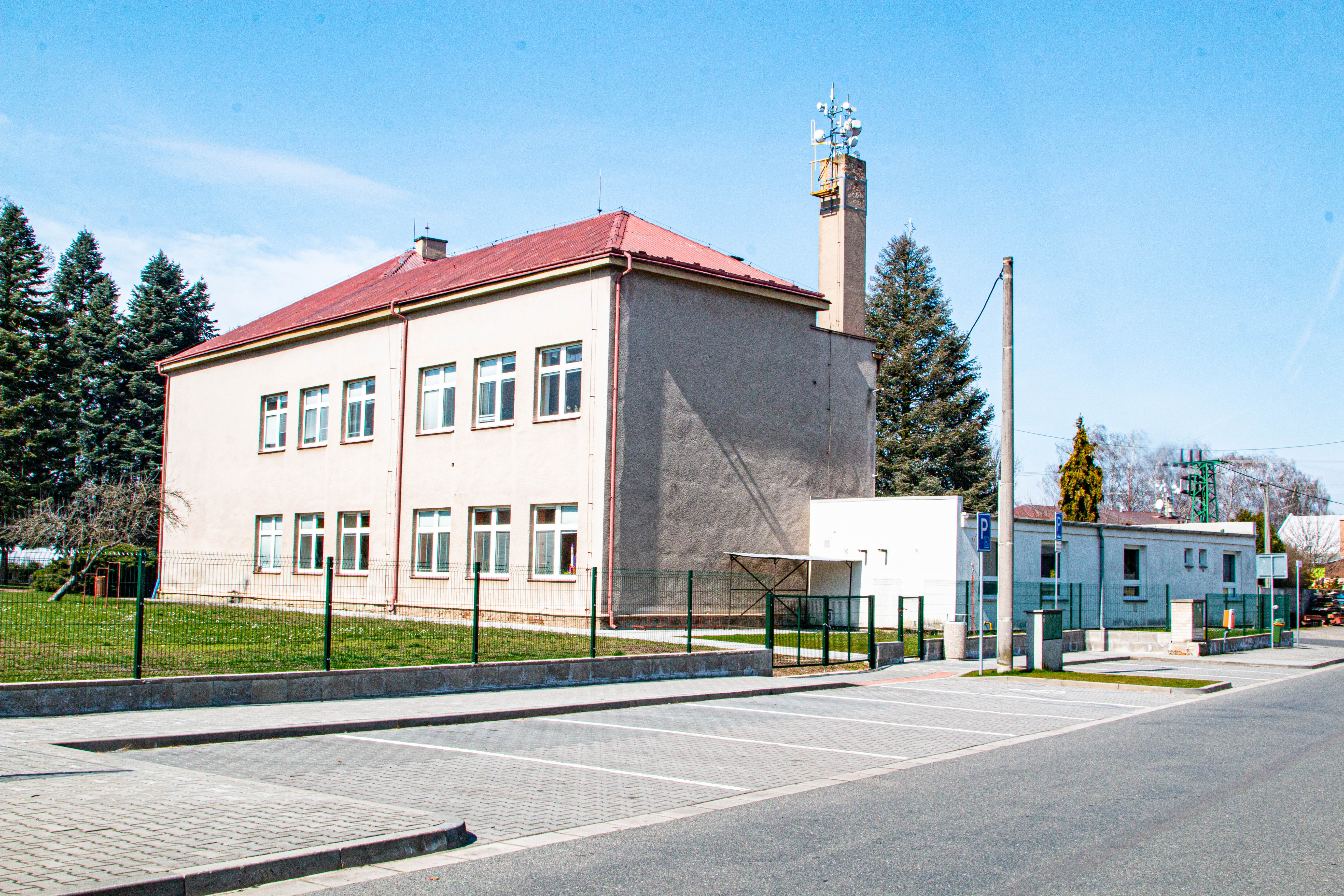
Základní škola
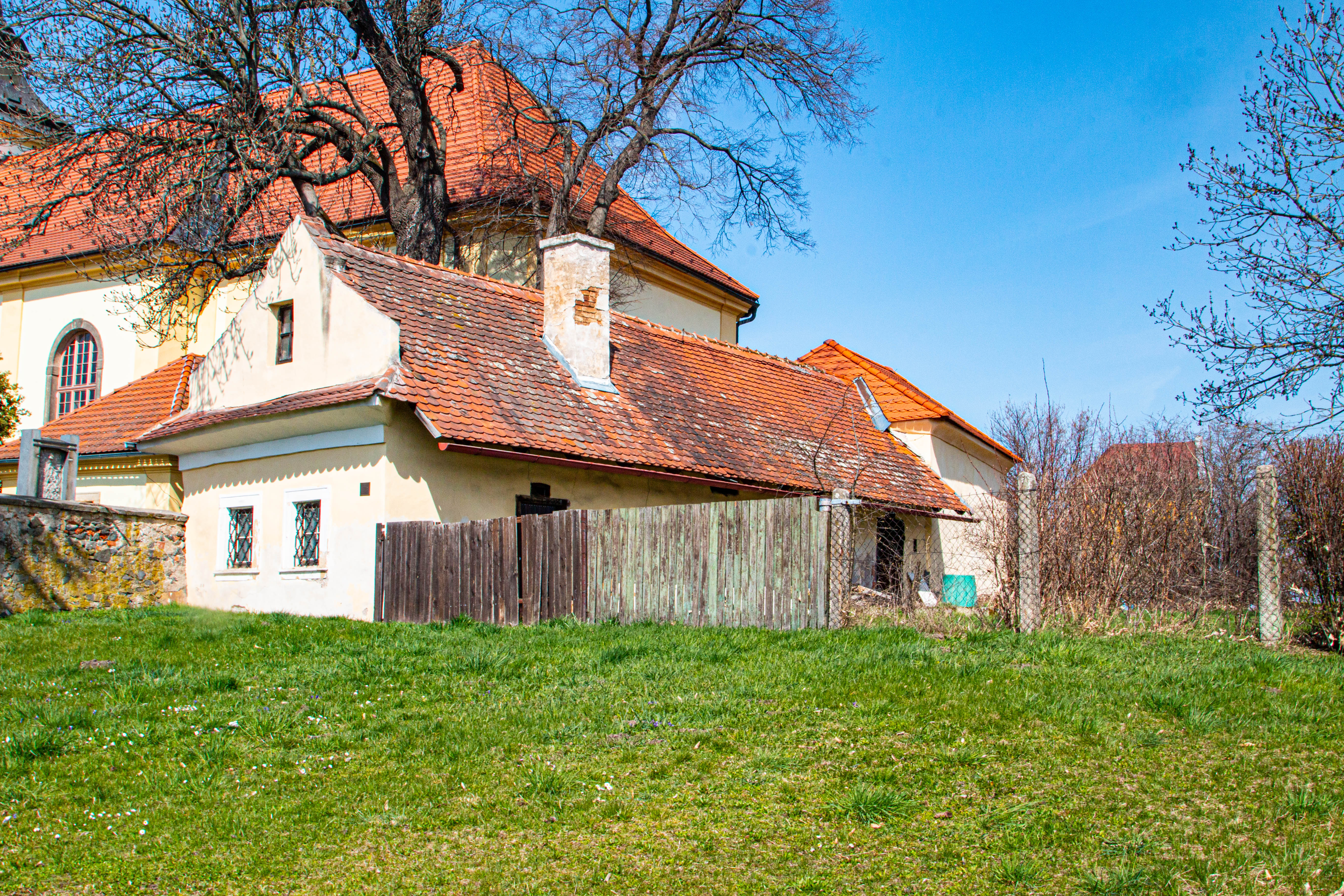
Stará škola
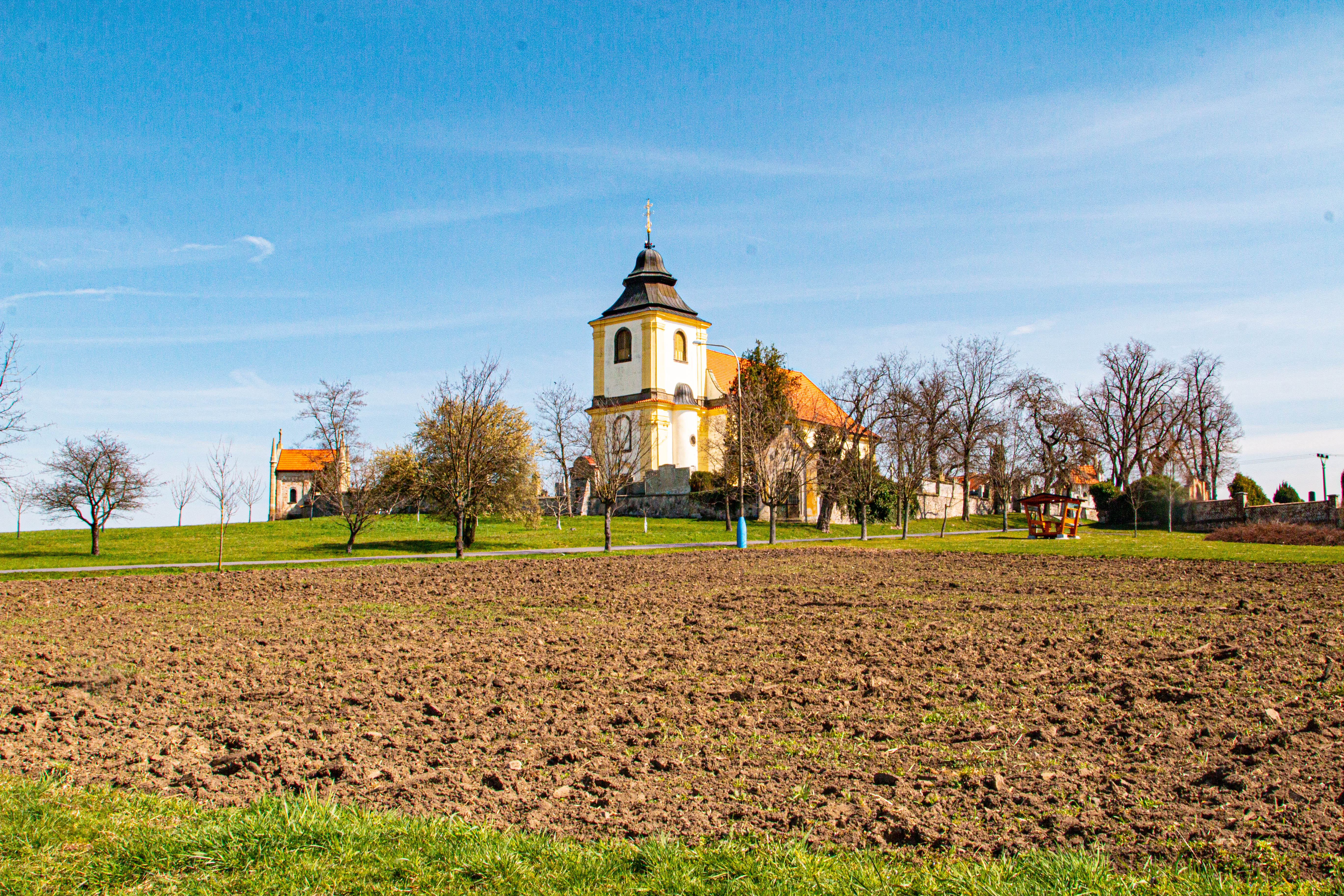
Kostel svatého Václava
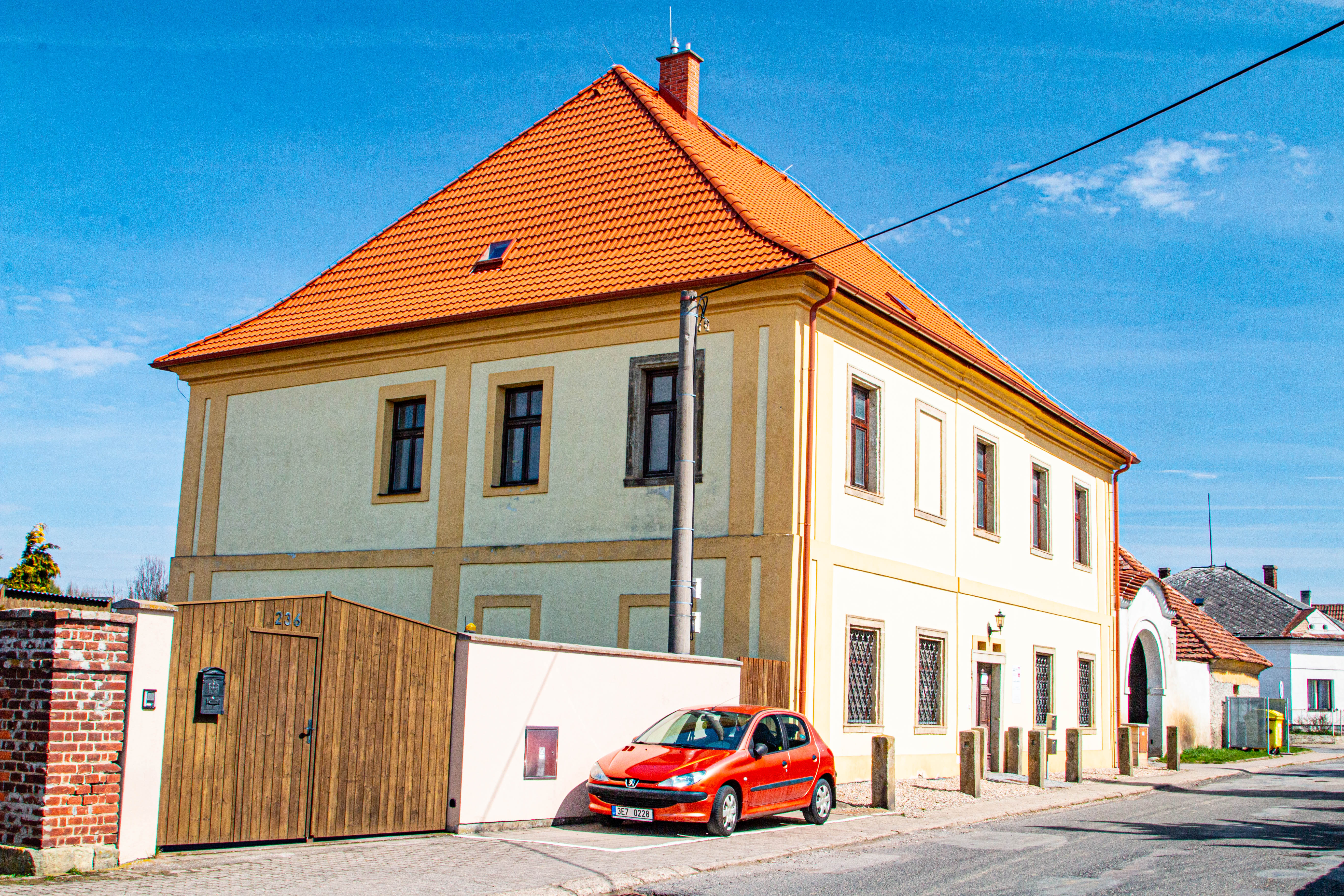
Fara
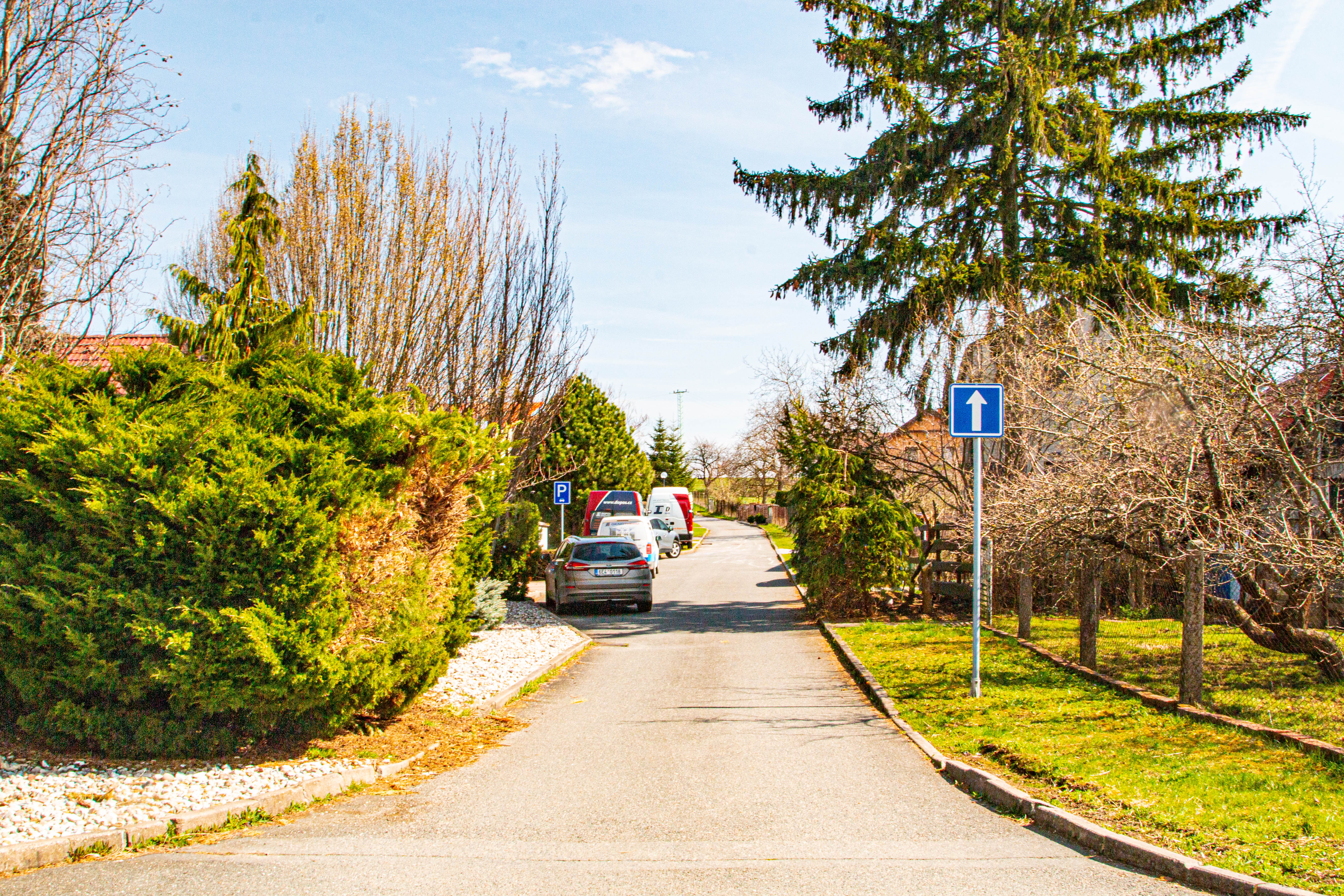
Ulice Na kopci
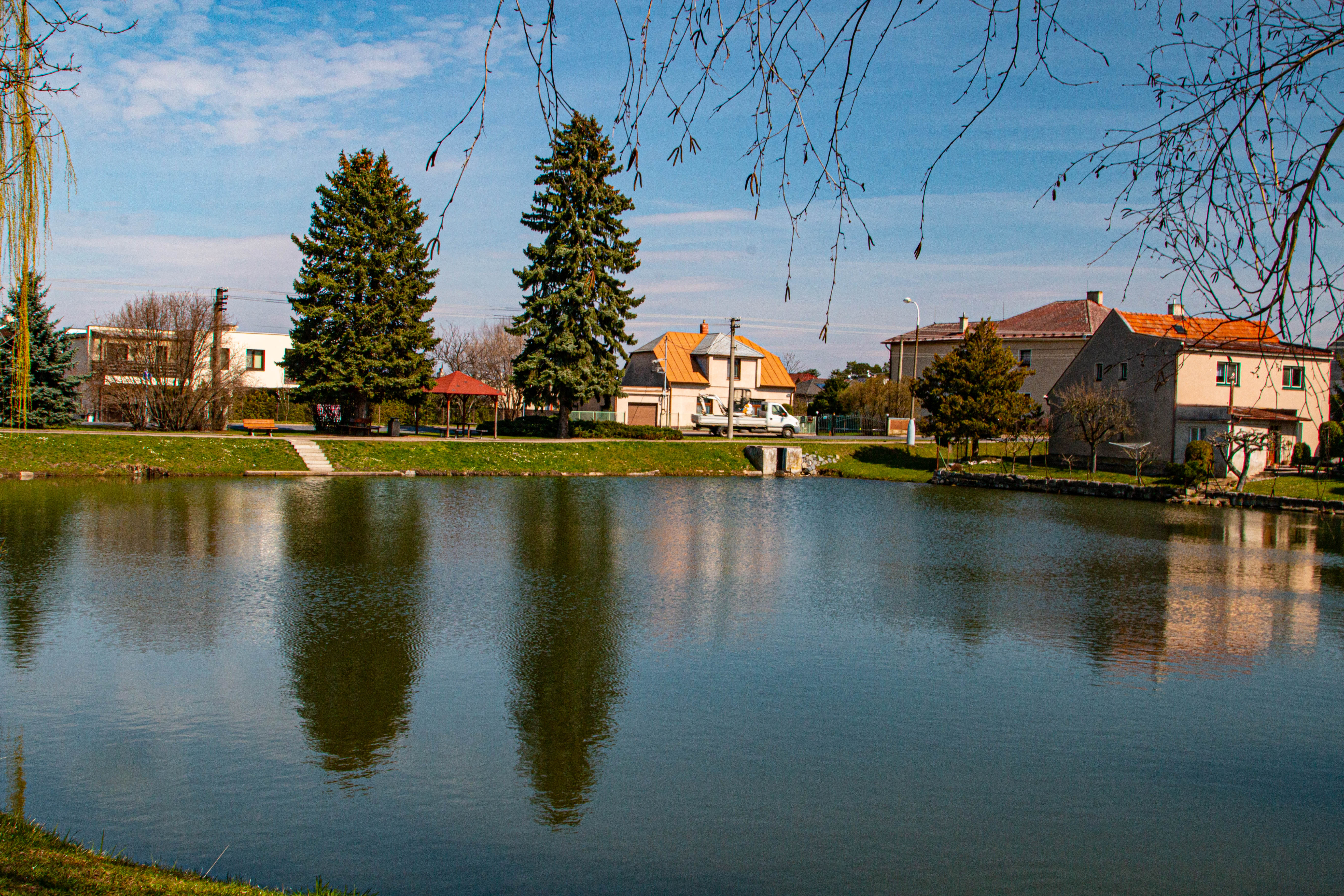
Návesní rybník